# Betty und ihre Schwestern
Betty und ihre Schwestern ist ein Filmdrama der australischen Regisseurin Gillian Armstrong aus dem Jahr 1994, das die Filmstudios Columbia Pictures und DiNovi Pictures produziert haben. Die Vorlage des Films war der Roman Little Women von Louisa May Alcott.

## Handlung
Massachusetts, in der zweiten Hälfte des 19. Jahrhunderts: Die Familie March lebt in Concord in bescheidenen Verhältnissen. Im andauernden Amerikanischen Bürgerkrieg kämpft Vater March auf der Seite der Nordstaaten gegen die konföderierten Truppen. Die liberale Mutter March, von ihren Kindern liebevoll Marmee genannt, kümmert sich um den Haushalt, dem auch vier Töchter angehören. Die zweitälteste Tochter Josephine, genannt Jo, schreibt in ihrer Freizeit Abenteuerromane und träumt von einer Karriere als Schriftstellerin in New York. Die älteste Tochter Margaret, genannt Meg, ist wohlerzogen und bereitet sich auf ihren Debütantinnenball vor, der sie offiziell in die Gesellschaft von Concord einführen soll. Die drittälteste Tochter Elizabeth, genannt Betty (im Original Beth), ist gutmütig, jedoch etwas schüchtern und liebt das Klavierspiel. Die Jüngste im Bunde, das eitle Nesthäkchen Amy, begeistert sich für das Zeichnen und Malen und träumt davon, irgendwann einmal einen reichen Ehemann zu heiraten. Trotz der bescheidenen finanziellen Verhältnisse, in die der Krieg die Familie March gestürzt hat, verbringen sie ein idyllisches Leben in Neuengland, das von kostümierten Aufführungen eigener Theaterstücke und dem Schreiben einer fiktiven Zeitung, dem Pickwick Kurier, bestimmt wird.
Bei einer Abendgesellschaft in Concord und dem ersten gesellschaftlichen Auftritt von Meg und Jo macht die zweitälteste March-Tochter die Bekanntschaft des jungen Theodore Laurence, der sich ebenso wie Jo in einem Nebenraum vor der Gesellschaft geflüchtet hat. Laurie, wie er genannt wird, interessiert sich sehr für die Musik. Er ist der Neffe des reichen Mr Laurence, eines Nachbarn der Familie March. Der in Europa aufgewachsene junge Mann findet bald Aufnahme im Zirkel der vier Mädchen, und alle fünf genießen den schneereichen Winter, der mitunter von Zwistigkeiten der March-Töchter untereinander getrübt wird.
Jo verdingt sich als Gesellschafterin ihrer reichen Großtante und übernimmt den Unterricht ihrer Schwester Amy, die nach einer an ihr vollstreckten Prügelstrafe von der Schule genommen wird. Meg bandelt schon bald zärtlich mit John Brooke, dem Privatlehrer von Laurie, an.
Als die Marchs ein Telegramm über die Einlieferung ihres Vaters ins Hospital von Washington erhalten, verkauft Jo ihr langes schwarzes Haar, um die Zugfahrkarte für ihre Mutter bezahlen zu können. In Abwesenheit der Mutter steckt sich Betty mit Scharlach an, als sie einer verarmten und kranken deutschen Familie Nahrungsmittel bringt. Die Idylle, in der Jo gelebt hat, ist jäh beendet, als Betty mit dem Tode ringt und Amy zu ihrer Großtante geschickt wird, da die jüngste Tochter noch kein Scharlachfieber hatte. Amy wird von Laurie zu Großtante March begleitet, dem sie von ihren Ängsten berichtet und dem Wunsch einmal im Leben von einem Jungen geküsst zu werden. Laurie gibt ihr daraufhin das Versprechen, Amy vor ihrem Tod einmal zu küssen.
Mit der Ankunft ihrer Mutter und der aufopferungsvollen Pflege verbessert sich der Gesundheitszustand von Betty; sie wird jedoch zeit ihres Lebens von schwacher Konstitution sein. Kurz nach ihrer Genesung feiert die Familie March mit allen ihren Freunden ein gemeinsames Weihnachtsfest, und Mr Laurence schenkt Betty das Piano seiner verstorbenen Tochter.
Mit den Jahren beginnen die Schwestern sich auseinanderzuleben. Meg und John Brooke heiraten und werden Eltern von Zwillingen. Amy hat sich zu einer hoffnungsvollen Künstlerin und schönen heiratsfähigen Frau entwickelt und reist mit ihrer Großtante nach Europa, sehr zum Kummer von Jo, die selber von einer Reise in die alte Welt träumt. Gleichzeitig weist Jo einen Heiratsantrag Lauries ab, der schon kurze Zeit später auch nach Europa aufbricht, um das Geschäft seines Großvaters zu übernehmen. Jo zieht bald hinaus in die Welt, um ihr Glück als Schriftstellerin zu versuchen, und lässt damit auch ihre Kindheit hinter sich.
In New York verkauft sie nur sporadisch unter dem Pseudonym Joseph March ihre Mantel- und Degenromane. Durch Zufall lernt sie den deutschen Hauslehrer Friedrich Bhaer kennen und lieben, einen emigrierten Philosophieprofessor aus Berlin. Bhaer führt sie in das kulturelle Leben New Yorks ein und appelliert an Jo, von ihren zweitklassigen Geschichten Abstand zu nehmen und „aus der Seele heraus“ zu schreiben. Es kommt zum Zerwürfnis zwischen den beiden, und Jo kehrt zu ihrer im Sterben liegenden Schwester Betty nach Concord zurück. Nach Bettys Tod beginnt die junge Schriftstellerin ihre Familiengeschichte niederzuschreiben. Sie schickt das fertige Buch an Friedrich Bhaer.
Amy kehrt erst verspätet nach Concord zurück. Sie hat Laurie in Europa geheiratet. Jo ist überrascht über die Nachricht, nimmt es ihrer Schwester aber nicht übel. Nach dem Tod ihrer reichen Großtante hat sie das riesige Anwesen Plumfield geerbt und plant, eine Schule aufzubauen. Auch Friedrich Bhaer kommt nach Concord, um Jo persönlich ihren veröffentlichten Roman Little Women zu bringen, den er an seinen Verleger weitergeleitet hatte. Als er von der Haushälterin erfährt, dass eine March-Tochter geheiratet hat, nimmt Friedrich an, dass Jo ihre alte Jugendliebe Laurie geehelicht hat, von der sie ihm berichtet hatte. Er kehrt zum Bahnhof zurück, wird aber auf halbem Weg von Jo eingeholt. Jo klärt das Missverständnis auf, gewinnt Friedrich als Lehrkraft für die geplante Schule und verspricht, mit ihm von nun an zusammenzuleben.

## Entstehungsgeschichte
Der Film basiert auf dem 1868 veröffentlichten Roman Little Women der US-amerikanischen Schriftstellerin Louisa May Alcott (1832–1888). Das semiautobiographische Werk, das die heranwachsenden Schwestern Jo, Beth (Betty), Meg und Amy im idyllischen Neuengland begleitet, avancierte zu einem der erfolgreichsten Jugendromane der englischsprachigen Literatur und wurde in über dreißig Sprachen übersetzt. Gleichzeitig diente Little Women als erste empfohlene Literatur für heranwachsende Mädchen. Die Familiensaga wurde nach Little Men (1871), in der Alcott das Zusammenleben mit ihren Neffen in Orchard House in Concord (Massachusetts) beschreibt, 1886 mit Jo's Boys abgeschlossen.
Little Women wurde elf Mal für das Fernsehen und die Kinoleinwand adaptiert, ehe sich der US-amerikanische Drehbuchautorin Robin Swicord, eine Schwiegertochter von Elia Kazan, sich Alcotts Roman annahm. Zu den bekannteren Produktionen zählen George Cukors Vier Schwestern (1933) mit Katharine Hepburn in der Rolle der Jo March, sowie Mervyn LeRoys Kleine tapfere Jo (1949) mit Elizabeth Taylor als Amy March und Janet Leigh als Meg. Swicord, die sich sehr für den Roman begeisterte, begann Anfang der 1980er Jahre über eine erneute Leinwandfassung nachzudenken und schrieb das Drehbuch. Die Regie ging an die Australierin Gillian Armstrong, die mit ihrem Spielfilmdebüt Meine brillante Karriere (1978) schon einmal ein erfolgreiches Porträt einer Individualistin abgeliefert hatte.
Die Hauptrolle der Jo March wurde mit der damals 22-jährigen Winona Ryder besetzt. Ein Jahr zuvor hatte Ryder ihren Durchbruch in Martin Scorseses Drama Zeit der Unschuld gefeiert. Den Part der ältesten Schwester Meg erhielt die 27-jährige New Yorker Theaterschauspielerin Trini Alvarado, während sich die 24-jährige Samantha Mathis und die 12-jährige Kirsten Dunst die Rolle der heranwachsenden Amy teilten, wie es schon in vorangegangenen Produktionen geschehen war. Der 20-jährige Jungdarsteller Christian Bale, der 1987 sein Leinwanddebüt in Steven Spielberg Das Reich der Sonne gefeiert hatte, agierte als Nachbarsjunge Laurie, während für den Part der Betty die 15-jährige Claire Danes verpflichtet wurde. Für weitere Nebenrollen wurden Susan Sarandon als Mutter der March-Geschwister und Gabriel Byrne als deutscher Literaturprofessor Friedrich Bhaer engagiert.
Die Dreharbeiten fanden in den North Shore Studios im kanadischen Vancouver (British Columbia) statt. Weitere Drehorte waren Craigdarroch Castle und Cobble Hill in Kanada, sowie in Deerfield und Orchard House in Concord, Massachusetts, dem Zuhause der Schriftstellerin Louisa May Alcott, das als Vorbild für die Romanhandlung diente und in dem sie auch Little Women schrieb. Die Inneneinrichtung des Orchard House diente den Set-Designern als Vorlage für das Filmset von Betty und ihre Schwestern.
Der Film ist Polly Hannah Klaas und Judy Scott-Fox gewidmet, die im Abspann erwähnt werden. Während  Scott-Fox eine im Jahre 1994 verstorbene Hollywood-Agentin ist, handelt es sich bei Polly Klaas um ein 12-jähriges Mädchen. Klaas wurde im Oktober 1993 aus ihrem Zuhause in Petaluma, Kalifornien, von dem 39-jährigen Kriminellen Richard Allen Davis entführt und zwei Monate später nach einer der größten Suchaktionen in der Geschichte der USA ermordet aufgefunden. Winona Ryder, die den größten Teil ihrer Kindheit in Petaluma verbrachte, beteiligte sich bei der Suche nach dem Mädchen und appellierte zum damaligen Zeitpunkt im Fernsehen an den Entführer, das Kind freizulassen. Sie hatte u. a. eine Belohnung von 200.000 US-Dollar ausgesetzt. Später wurde die Polly Klaas Foundation ins Leben gerufen, die sich der Prävention von Verbrechen an Kindern verschrieben hat. Der Mörder von Polly Klaas wurde 1996 zum Tode verurteilt und sieht im Staatsgefängnis von San Quentin der Todesstrafe entgegen.

## Rezeption
Betty und ihre Schwestern feierte seine Premiere am 21. Dezember 1994 in den nordamerikanischen Kinos. Die vierte Kinoadaption des Jugendbuchklassikers von Louisa May Alcott wurde von Kritikern gelobt und als detailreiche Regiearbeit mit feministischen Untertönen bewertet. Als bester Familienfilm des Jahres betitelt, spielte das Drama einen Brutto-Gewinn von 50 Mio. US-Dollar ein und galt aus finanzieller Sicht als sehr erfolgreich an den US-amerikanischen Kinokassen. Ebenfalls gelobt wurden die schauspielerischen Leistungen von Winona Ryder, Kirsten Dunst und Susan Sarandon. Dunst, die im selben Jahr in Neil Jordans Horrorfilm Interview mit einem Vampir zu sehen war, feierte mit den Rollen der jungen Amy bzw. der Claudia ihren Durchbruch im Filmgeschäft, Ryder konnte an den schauspielerischen Erfolg der Scorsese-Verfilmung Zeit der Unschuld anknüpfen.
In Deutschland startete der Film am 18. Mai 1995 und konnte sich auch sowohl guter als auch wenig positiver Kritiken erfreuen, die Armstrongs Film als kitschig und klischeebeladen werteten.

## Kritiken
- „Die vierte Verfilmung von Louisa May Alcotts Jugendbuchklassiker von 1868 übertrifft sogar die bislang definitive Adaption von George Cukor aus dem Jahr 1933. Mit einer fantastischen Winona Ryder in der Hauptrolle begeistert dieses subtile und hochmoderne Drama mit seiner Intelligenz und unglaublichen Liebe zum Detail.“ (Blickpunkt: Film)
- „Verfilmung eines populären Familienromans des vorigen Jahrhunderts; eine Huldigung an das Zusammengehörigkeitsgefühl der Familie und ein allzu zaghaft formuliertes Plädoyer für die Unabhängigkeit der Frau. Durch das klischeebeladene Drehbuch, die unentschlossene Regie und die wenig überzeugenden schauspielerischen Leistungen stellt sich bald gepflegte Langeweile ein.“ (Lexikon des internationalen Films)
- „Der beste Familienfilm des Jahres“ (Newsday)
- „Akribische Handarbeit und wunderbar gespielt“ (San Francicsco Chronicle)
- „Ein leuchtendes, bewegendes Beispiel erstklassiger Familienunterhaltung“. (Sneak Previews)
- „Regisseurin Gillian Armstrong und Drehbuchautorin Robin Swicord haben auf Basis des merklich zeitlosen Klassikers einen bezaubernden Film geschaffen“ (Time Magazine)
- „Nachdem sich schon Regisseure wie George Cukor ('Vier Schwestern', 1933) an Louisa May Alcotts Jugendbuchklassiker von 1868 versucht haben, hat nun Gillian Armstrong das zeitlose Thema in ein intelligentes, subtiles Drama verwandelt. Die detailgetreu nachempfundene Geschichte vom Erwachsenwerden lebt von den exzellenten darstellerischen Leistungen, die vor allem von Susan Sarandon und Winona Ryder geprägt werden.“ (VideoWoche)

## Trivia
- Für die US-amerikanische Schauspielerin Mary Wickes, die in einer Nebenrolle Tante March verkörpert, war es der letzte Auftritt in einer Kinoproduktion. Sie starb ein Jahr später im Alter von 85 Jahren an Krebs.
- Ursprünglich hatte Christina Ricci für den Part der jungen Amy vorgesprochen, die Rolle wurde aber dann mit der zwei Jahre jüngeren Kirsten Dunst besetzt. Das gleiche Schicksal erlitt Ricci im selben Jahr beim Vorsprechen zu Neil Jordans Horrorfilm Interview mit einem Vampir, bei dem sie sich erneut Dunst geschlagen geben musste.
- Ursprünglich hatte Natalie Portman für eine Rolle in Betty und ihre Schwestern vorgesprochen.
- Während der Dreharbeiten kam es zu einem Zwischenfall. Als Claire Danes mit einer Kerze die Treppe hinauf stieg, kam ihr Haar der Flamme zu nahe und fing Feuer.
- Die Zeilen, die Amy ihrer Tante aus der Bibel vorliest, stammen aus dem 3. Buch Mose (Levitikus), Kapitel 21, Vers 23 bis Kapitel 22 Vers 1.
- Um die Kostüme möglichst authentisch zu kreieren, wurden u. a. antike Stoffe verwendet, die in Frankreich und England eingekauft wurden. Viele Stoffe kamen aber auch aus Amerika, um die bescheidenere amerikanische Mode in dieser Zeit darzustellen.
- Zu den klassischen Musikstücken, die im Film Verwendung finden, gehört auch das Stück „Leïla ! Leïla ! Dieu puissant“ aus dem zweiten Akt von Georges Bizets Oper Die Perlenfischer (1863). Das Stück wurde von der US-amerikanischen Sopranistin Barbara Hendricks interpretiert.
- Der eigentliche Name von Marmee, der Mutter der March-Schwestern, lautet in der Romanvorlage Margaret March, für den Film wurde sie jedoch in Abigail March umbenannt. Zufälligerweise ist Abigail auch der zweite Vorname von Marmee-Darstellerin Susan Sarandon.
- Drehbuch-Autorin Robin Swicord und Produzentin Denise Di Novi wirkten ebenfalls 2019 im Produzenten-Team der Little Women-Verfilmung von Greta Gerwig mit.
- Der Pickwick-Kurier und die Pickwick-Gesellschaft beziehen sich auf den Roman Die Pickwickier von Charles Dickens.

## Auszeichnungen
Betty und ihre Schwestern wurde bei der Oscar-Verleihung im Jahre 1995 für drei Academy Awards nominiert, darunter auch Hauptdarstellerin Winona Ryder, die sich Jessica Lange (Operation Blue Sky) geschlagen geben musste. Nebendarstellerin Kirsten Dunst gewann den Preis der Bostoner Filmkritiker-Vereinigung und wurde zudem mit einem Young Artist Award als bester jugendlicher Co-Star in einem Film ausgezeichnet. Damit setzte sich Dunst u. a. gegen ihre Schauspielkollegin Claire Danes durch, die in derselben Kategorie nominiert war. Außerdem erfolgte eine nominierung für die British Academy Film Awards.

### Oscar 1995
Nominiert in den Kategorien:
- Beste Hauptdarstellerin (Winona Ryder)
- Beste Filmmusik
- Beste Kostüme

### British Academy Film Awards 1995
- nominiert in der Kategorie Beste Kostüme

### Weitere
BMI Film & TV Awards 1995
- Beste Filmmusik

Boston Society of Film Critics Awards 1994
- Beste Nebendarstellerin (Kirsten Dunst)

Chlotrudis Awards 1995
Nominiert in den Kategorien
- Bester Film
- Beste Hauptdarstellerin (Winona Ryder)
- Beste Nebendarstellerin (Kirsten Dunst)

Writers Guild of America Awards 1995
- nominiert in der Kategorie „Bestes adaptiertes Drehbuch“

Young Artist Awards 1995
- Bester jugendlicher Co-Star in einem Film (Kirsten Dunst)

Nominiert in den Kategorien
- Bester Familienfilm – Drama
- Bester jugendlicher Co-Star in einem Film (Claire Danes)

Die Deutsche Film- und Medienbewertung FBW in Wiesbaden verlieh dem Film das Prädikat wertvoll.

## DVD-Veröffentlichung
- Betty und ihre Schwestern. Sony Pictures Home Entertainment 2002